# 炎のランナー (アルバム)
『炎のランナー』（ほのおのランナー、Chariots of Fire）は、ギリシャの電子音楽作曲家ヴァンゲリスが1981年に発表したアルバムであり、同年のイギリス映画『炎のランナー』のサウンドトラックである。
1982年の第54回アカデミー賞で作品賞、作曲賞など4部門を受賞した。その直後の4月17日から5月8日まで4週連続で、Billboard 200で首位を獲得した。また、カナダで2位、イギリスで5位、オーストラリアで5位、ニュージーランドで6位を記録した。このアルバムに「タイトルズ」というタイトルで収録されている映画のテーマ曲は、後にシングルカットされ、Billboard Hot 100で首位を獲得した。
最初期の日本国内盤LP及びCDの日本語アルバム名（及びLPのB面 / CD7曲目の曲名）には映画の邦題である「炎のランナー」は使われず、統一的に「チャリオッツ・オブ・ファイアー」のカタカナ表記が用いられていた。

## 作曲の経緯
映画『炎のランナー』の監督ヒュー・ハドソンは、ヴァンゲリスのアルバム『野生』(Opera Sauvage)と『チャイナ』(China)に感銘を受け、また1970年代にパリでヴァンゲリスとともにCMの仕事をしたことがあることから、この作品の音楽の制作をヴァンゲリスに依頼した。
録音はロンドンのネモ・スタジオで行われ、シンセサイザー、アコースティックピアノ、ドラム、パーカッションなど、全ての楽器の演奏をヴァンゲリスが行った。シンセサイザーは、ヤマハのCS-80が使用された。
過去を舞台とした映画における電子音楽の使用は、映画音楽における新しいスタイルを生み出した。映画音楽へのシンセサイザーの使用はこの作品が初であり、映画製作者が事前にフルスコアのバージョンを聞くことができるという利便性から、これ以降一般的なものとなった。
彼（ヴァンゲリス）は『炎のランナー』のための音楽制作の方法について話してくれました。本当に低予算だったこと。原作者とストーリーについて延々と意見を交換したことなど。映画が完全に完成してから、彼は音楽制作に取り掛かりました。彼は3回だけ映画をみて、それから作業を始めました。—『ミュージック・メーカー』1982年9月号のヴァンゲリスのインタビュー記事より
私は時代がかった音楽をやりたくなかったのです。現代的でありながら、映画の作中の時代に合った音楽を作曲しようと試みました。でも、完全な電子音楽にはしたくなかったのです。—『アメリカン・フィルム』1982年9月号のヴァンゲリスのインタビュー記事より
このアルバムに収録されたものは、ほとんどが映画で使用された音源ではなく、アルバムのために再録音されたものである。特に1曲目の「タイトルズ」はアレンジが加えられている。第2部の"Chariots of Fire"は、作中の楽曲と、それにインスパイアされた楽曲を含む組曲である。一方、この映画のために作曲された楽曲の中には、このアルバムに収録されなかったものもある。
レコードは、映画とは別のものです。そこには変化が加えられています――特に芸術的な理由によって。—『ノイムジーク』1981年8月号のヴァンゲリスのインタビュー記事より
ヴァンゲリスは、フレデリック・ロシフのドキュメンタリー映画など、既に数多くの映画音楽を手がけていたが、『炎のランナー』はヴァンゲリスにとって初めてのメジャーな映画の音楽だった。『タイトルズ』が世界的なヒットとなったことで、作曲家として大ブレイクするきっかけとなった。
作曲家が、最も成功した作品を自身の最高の作品だと考えることは稀なことです。私もその例外ではありません。私はバウンティ号の叛乱のサウンドトラックの方が、『炎のランナー』よりもずっと面白いと思っています。—1991年6月15日付『テレグラーフ』紙掲載のヴァンゲリスのインタビューより

## その他の情報
6曲目は聖歌『エルサレム』を編曲したもので、1978年のハロルド・エイブラハムスの葬儀における合唱団アンブロジアン・シンガーズによる歌唱が使われている。この曲は、ウィリアム・ブレイクの詩にチャールズ・ヒューバート・パリーが曲をつけたものである。
ヴァンゲリスはこのアルバムを、短距離陸上選手だった父に捧げている。
このアルバムは2000年と2006年にCDで再発売され、いずれもヴァンゲリス自身によりリマスターされた。

## 曲目
このアルバムは1981年にLP、コンパクトカセット、8トラックカートリッジでアメリカで発売された。以下の曲目はLP盤とカセットテープ盤のものである。6曲目の『エルサレム』を除き、全てヴァンゲリスが作曲した。
A面
1. タイトルズ(Titles) （炎のランナー (Chariots of Fire)） - 3:33
2. 五輪 (Five Circles) - 5:20
3. アブラハムのテーマ (Abraham's Theme) - 3:20
4. エリックのテーマ (Eric's Theme - 4:18
5. 100メートル (100 Metres) - 2:04
6. エルサレム (Jerusalem) - 2:47 （チャールズ・ヒューバート・パリー作曲、ハリー・ラビノウィッツ（英語版）編曲）

B面
1. 炎のランナー (Chariots of Fire) - 20:41

## 参加アーティスト
- ヴァンゲリス - 全ての楽器
- アンブロジアン・シンガーズ - 合唱（トラック6）
- ジョン・マッカーシー - 合唱指揮（トラック6）
- ラファエル・プレストン - エンジニア
- レイン・シャイン - エンジニア
- ジョン・ウォーカー - エンジニア

## ランキング
このアルバムは、各国のセールスチャートで1位を獲得した。全米チャートでは4週連続で1位となった。Billboard 200には97週ランクインし、初年度だけで300万枚を売り上げた。全英アルバム・チャートでは最高で5位を記録し、107週間ランクインした。
| チャート（1981年-1982年）            | 最高順位 |
| ------------------------------------ | -------- |
| オーストラリア (Kent Music Report)   | 5        |
| オーストリア (Ö3 Austria Top 40)     | 11       |
| カナダ (RPM)                         | 2        |
| ドイツ (Media Control Charts)        | 39       |
| ニュージーランド (Recorded Music NZ) | 6        |
| オランダ (MegaCharts)                | 9        |
| イギリス (UK Albums Chart)           | 5        |
| アメリカ (Billboard 200)             | 1        |

| チャート（1982年）        | 順位 |
| ------------------------- | ---- |
| New Zealand Albums (RMNZ) | 21   |